# Karaidel'skij rajon
Il Karaidel'skij rajon (in russo Караидельский район?) è un municipal'nyj rajon della Repubblica della Baschiria, nella Russia europea.